# Kurt Goldstein
Kurt Goldstein (Katowice, 6 de noviembre de 1878-Nueva York, 19 de septiembre de 1965) fue un psiquiatra y neuropsicólogo de origen prusiano.

## Biografía
Kurt Goldstein nació el 6 de noviembre de 1878 en la provincia de Silesia, en un territorio ubicado actualmente al sur de Polonia, en una familia judía de nueve hermanos. El importante filósofo neokantiano Ernst Cassirer fue su primo.
Goldstein ingresó primero a la Universidad de Heidelberg para estudiar filosofía, y se mudó después a la Universidad de Breslau para estudiar medicina, título al que finalmente accedió en 1903.
Goldstein comenzó trabajando bajo la tutela de dos clínicos y anatomistas de renombre, Ludwig Edinger y Carl Wernicke. El giro definitivo en su carrera profesional ocurrió durante el inicio de la Primera Guerra Mundial, etapa durante la cual se vio confrontado con la tarea de atender a los combatientes con daño cerebral, actividad para la cual fundó el Instituto de Investigaciones de Secuelas del Daño Cerebral en Fráncfort. Este instituto adquirió fama mundial por su abordaje innovador y trabajo multidisciplinario, sentando las bases del tratamiento moderno del daño cerebral y del campo de la rehabilitación física y mental. Esta etapa significó la cúspide de la carrera profesional de Goldstein, enriquecida enormemente por su colaboración con Adhémar Gelb, un prestigioso psicólogo de la Gestalt de origen ruso. Este período fructífero de la vida de Goldstein, en el que desarrolló la mayor parte de sus conceptos, culminó abruptamente en 1933 cuando fue arrestado y expulsado de Alemania por los nazis.
Goldstein buscó refugio en Ámsterdam. Fue durante esta estadía que Goldstein escribió "La estructura del organismo". Este libro se convertiría en la obra más importante de su carrera. En 1935, Goldstein emigra finalmente a Estados Unidos donde viviría hasta su muerte en 1965.

## Contribuciones a la Psicología
Aunque entrenado como médico, Goldstein fue pionero en muchos importantes avances en la psicología. Como pionero temprano en la neuropsicología, estudió los efectos del daño cerebral en las habilidades cognitivas relacionadas con la abstracción. Su trabajo lo llevó a concluir que, aunque áreas físicas del cerebro, como el lóbulo frontal o el ganglio subcortical puedan estar dañados, el trauma psicológico era en general una preocupación más urgente. Sus conclusiones sobre la esquizofrenia enfatizaron la enfermedad como un mecanismo protectorio contra la ansiedad más que como un defecto orgánico.
También hizo aportes al trauma de guerra, siguiendo las investigaciones del psicólogo alemán Hermann Oppenheim. En la época que siguió a la Primera Guerra Mundial, los médicos pensaban que los soldados simplemente falsificaban sus síntomas con el objetivo de recibir una pensión. Dado la escasez de estudios al respecto no podía probarse lo contrario. Goldstein y su equipo intentaron estudiar este fenómeno desde una perspectiva holista al teorizar que todas las redes neuronales estaban interconectadas y, así, conectadas con el mundo exterior. Por lo tanto, todo trauma uno recibe en la guerra tenía un impacto directamente en las redes neuronales. Más tarde se dedicó al intento de rehabilitar a los pacientes que sufrían del trauma de guerra. En ese tiempo, los veteranos eran localizados en asilos o penitenciarias. Goldstein intentó devolverles un funcionamiento normal introduciendo un equipo multidisciplinario consistente en médicos, ortopedistas, personal sociológico y psicológico, así como una escuela que proveía de workshopts para los pacientes. Sus esfuerzos resultaron en la rehabilitación exitosa de muchos soldados: el 73% de los pacientes fueron capaces de retornar a sus viejos empleos mientras que solo el 10% permaneció hospitalizado.